# ポール・コーダー
ポール・ウォルフォード・コーダー（Paul Walford Corder、1879年12月14日 - 1942年8月6日）は、イングランドの作曲家、音楽教育者。

## 生涯
コーダーはロンドンのピムリコで、音楽家のフレデリック・コーダーと妻のヘンリエッタ・ウォルフォード（Henrietta）の間に生まれた。彼は1880年3月1日にロンドンのセント・ゲイブリエル教会で洗礼を受けている。彼は王立音楽アカデミーにおいて父の指導の下で学び、1901年に作曲のゴーリング・トーマス奨学金を受けた。1907年には作曲と和声学の教授としてアカデミーの教員に加わった。
彼の叔母のローザ・コーダーはダンテ・ゲイブリエル・ロセッティの肖像画を描いており、コーダーはラファエル前派の運動に強く影響を受けていた。彼の作品にはオペラ、バレエ、カンタータ、ピアノ曲などがある。彼の管弦楽作品の多くは未出版のままとなっており知られていないが、鍵盤楽曲には出版されていくらか認知されているものも存在する。彼はアーノルド・バックスとは親しい友人であり、コーンウォールで休暇をともに過ごすなどしていた。バックスは歌曲「Aspiration」（1909年）と「交響曲第4番」（1931年）をコーダーに献呈している。
コーダーは、サリーのネトレー・ヒースにある白いコテージで長年暮らした。

## 主要作品
- オペラ「Rapunzel」
- オペラ「Grettir the Strong」
- バレエ「The Dryad」
- 合唱と管弦楽のための「A Song of Battle」
- 男声合唱と管弦楽のための「A Song of the Ford」
- バリトンと管弦楽のための「Four Sea Songs」
- The Moonslave, a terpsichorean fantasy
- A Song of the Bottle
- Spanish Waters
- Sunset and Sunrise
- Pelleas and Melisande
- 序曲「Cyrano de Bergerac」
- Gaelic Fantasy
- Morar
- 歌詞のない音楽劇「Dross」
- ヴァイオリン協奏曲
- 5つの管弦楽のための音画「Along the Seashore」

1. The Ebbing Tide
2. The Sea Cavern
3. Seagull's Rock
4. The still hour of dusk
5. The Call of the Sea

- 弦楽四重奏曲
- ヴィオラとピアノのための「Fountains」
- ピアノのための「創作主題による変容」
- ピアノのための「9つの前奏曲」
- 3つの練習曲
- パッサカリア
- ロマンティックな練習曲
- 英雄的哀歌
- Spanish Waters
- ある秋の思い出